# Sinan Can
Sinan Can (Nijmegen, 31 oktober 1977) is een Nederlands documentairemaker. Hij is voornamelijk bekend van de vele documentaires die hij voor BNNVARA maakt.

## Levensloop
Can studeerde in 2003 af aan Fontys Journalistiek. Tijdens zijn studie liep hij in 2002 stage bij CNN Türk in Istanbul, waar hij werkte onder leiding van Mehmet Ali Birand. Na zijn afstuderen begon hij zijn carrière bij de NMO en later werkte hij bij de NPS, waarna hij in 2005 bij Zembla aan de slag ging. Zijn eerste uitzending daar, getiteld "De Heilige Ayaan" en gemaakt in samenwerking met Jos van Dongen, zorgde voor veel ophef.
Na jarenlang als researcher bij Zembla te hebben gewerkt, maakte Can in 2012 de overstap naar het maken van documentaires. Dit leidde in 2013 tot de eerste documentaireserie, Uitgezet.
Zijn televisiedocumentaires Bloedbroeders met Ara Halici (2015) en De Arabische Storm met regisseur Thomas Blom (2016) voor BNNVARA werden goed ontvangen. Van beide documentaires verscheen ook een boek.
In december 2016 werd zijn tweedelige televisiedocumentaire Onze missie in Afghanistan uitgezonden bij de VARA. In het spoor van IS, dat hij maakte samen met regisseur Jochem Pinxteren, volgde een jaar later.
In maart 2018 bracht hij de documentaire De verloren kinderen van het Kalifaat uit.
In januari 2019 zond BNNVARA de serie Voorbij de grenzen van Saoedi-Arabië van Can uit, wederom gemaakt met regisseur Thomas Blom. Een aantal maanden later in maart, volgde de serie Sinan zoekt de klas van Elias. In deze serie gaat Can op zoek naar de Syrische klasgenootjes van Elias die zeven jaar geleden naar Nederland vluchtte vanuit Aleppo. Ook was hij als docent verbonden aan het vierde seizoen van het NTR televisieprogramma Dream School.
In november 2019 lanceerde hij het platform Synaps voor buitenlandjournalistiek.
In juni 2020 kon Can niet naar het buitenland voor zijn werk, door de coronapandemie. Om die reden begon hij het radioprogramma Sinans Atlas op NPO Radio 1 en hij schreef een column in de VARAgids.
In 2020 werd de documentaire Bloedmineralen, de Talkroute uitgezonden, daarin volgde Sinan Can de route die talk aflegt vanuit Afghanistan en Pakistan naar Nederland waarbij o.a. de Taliban veel geld verdient met afpersing. Daarnaast kwam ook de drieluik documentaire De Lokroep uit waarin Sinan Can de ontwikkeling van de radicale islam onderzoekt met interviews onder meer een Nederlandse jihadist in Turkije. Tijdens de productie van dit drieluik kwam Sinan Can ook in contact met Samir A. waarop de interviews met hem werden samengebracht in de documentaire Staatsvijand nr. 1.
In 2021 werd de documentaire Het verraad van Chora uitgezonden over de Slag bij Chora, een vervolg van Onze missie in Afghanistan uit 2016.
In september 2021 werd de documentaire tweeluik My 9/11 uitgezonden waarin Can samen met Floortje Dessing te zien is.
Op 27 september 2021 werd Retour Kalifaat uitgezonden die hij samen met Danielle van Lieshout maakte. Hiervoor won hij in 2022 een Tegel in de categorie interview.
Op 22 februari 2022 startte Can met vrienden de hulpstichting Shams-Rumi voor kinderen in oorlogsgebieden.
Tussen 26 en 29 september 2022 werd zijn 4-delige serie Breuklijnen uitgezonden waarin Can de Europese probleemwijken van Parijs (Clichy), Brussel (Molenbeek), Stockholm (Rinkeby) en Londen (Tower Hamlets) portretteert.
In 2023 maakte hij samen met Daniëlle van Lieshout de documentaire Inside Kalifaat, die later werd bekroond met een Tegel in de categorie Achtergrond. In datzelfde jaar verscheen ook Brug over de breuklijn, een documentaire die hij samen met Natascha van Weezel maakte.
In september 2024 werd de driedelige documentaireserie De Wapenroute uitgezonden, die in samenwerking met Daniëlle van Lieshout werd gemaakt. Voor Can betekende dit zijn eerste stap in de wereld van de crimejournalistiek. 
Op 27 november 2024 werden Sinan Can en 27 anderen uitgenodigd door koning Willem-Alexander en koningin Máxima voor de 39e Uitblinkerslunch. Can ontving erkenning voor zijn bijzondere verdiensten binnen zijn vakgebied.

## Documentaires
- 2011 - De dag die de wereld veranderde: De aanvliegroute (deel 1), samen met Mustapha Oukbih, VPRO/VARA (samenstelling: Kees Schaap)
- 2013 - Uitgezet (4 delen), VARA (regie/samenstelling: Thomas Blom, Floris-Jan van Luyn, Arjanne Laan)
- 2015 - Bloedbroeders (6 delen), samen met Ara Halici, VARA (regie/samenstelling: Kees Schaap)
- 2016 - De Arabische storm (3 delen), VARA (regie/samenstelling: Thomas Blom)
- 2016 - Onze missie in Afghanistan (2 delen), VARA (regie/samenstelling: Thomas Blom)
- 2017 - In het spoor van IS (2 delen), BNNVARA (regie/samenstelling: Jochem Pinxteren)
- 2018 - De verloren kinderen van het Kalifaat, BNNVARA (regie/samenstelling: Jochem Pinxteren)
- 2018 - Voorbij de grenzen van Saoedi-Arabië (4 delen), BNNVARA (regie/samenstelling: Thomas Blom)
- 2019 - Sinan zoekt de klas van Elias (2 delen), BNNVARA/ID TV (regie/samenstelling: Liz de Kort- Roy Ferwerda)
- 2019 - Synaps: Pyongyang Files (2 delen), BNNVARA (regie: Stefan van der Hulst)
- 2020 - De Lokroep (3 delen), BNNVARA (regie: Jochem Pinxteren)
- 2020 - Synaps: Gebroken Kabul, BNNVARA
- 2020 - Staatsvijand nr. 1, BNNVARA (regie/samenstelling: Daniëlle van Lieshout)
- 2020 - Synaps: Bloedmineralen: de talkroute, BNNVARA
- 2021 - Het verraad van Chora, BNNVARA (regie/samenstelling: Thomas Blom)
- 2021 - My 9/11 (2 delen), samen met Floortje Dessing, BNNVARA
- 2021 - Retour Kalifaat, BNNVARA (regie/samenstelling: Daniëlle van Lieshout)
- 2021 - Vreemder dan fictie, samen met Nicolaas Veul, VPRO
- 2022 - Breuklijnen, Sinan in de banlieues van Europa (4 delen), BNNVARA (regie/samenstelling:Daniëlle van Lieshout)
- 2022 - De laatste zoon, BNNVARA (regie/samenstelling: Daniëlle van Lieshout)
- 2023 - Sinan op zoek naar het paradijs (4 delen), BNNVARA (regie/samenstelling: Thomas Blom)
- 2023 - Inside Kalifaat (regie/samenstelling: Daniëlle van Lieshout)
- 2023 - Brug over de breuklijn, samen met Natascha van Weezel, BNNVARA (regie/samenstelling: Bart Nijpels)
- 2024 - De Wapenroute (3 delen), BNNVARA (regie/samenstelling: Daniëlle van Lieshout)
- 2024 - Brug over de breuklijn II, samen met Natascha van Weezel, BNNVARA (regie/samenstelling: Bart Nijpels-Nicolien Herblot)
- 2024 - De avond van de Mensenrechten, BNNVARA/Amnesty International, reportage over Nagorno-Karabach (regie/samenstelling: Daniëlle van Lieshout)

## Radio/podcast
- Sinans Atlas, Radio 1, BNNVARA, eerste aflevering was op 7 juni 2020. Can belicht in een persoonlijk gesprek onbekende aspecten van een buitenland dat in het nieuws is. Op 26 december 2021 was de tachtigste en laatste uitzending.
- Titus; een reis langs een leven, Radio 5, KRO-NCRV, vijfdelige podcast-dramaserie, mei-juni 2022, de journalist.

## Columns
- 2019-2020: wekelijkse column in de Gelderlander
- 2020-2022: wekelijkse column in de VARAgids
- 2024-2025: wekelijks 'Sinan heeft verbinding' in de VARAgids
- 2025-2026: wekelijkse column 'Sinan' in de VARAgids

## Onderscheidingen
- 27 november 2009 - De Loep prijs voor beste onderzoeksjournalistiek (VVOJ) - samen met Thomas Blom.
- 10 december 2013 - Clara Meijer-Wichmann Penning - samen met het team van de documentaireserie Uitgezet.
- 26 juni 2016 - Journalist voor de Vrede - van het Humanistisch Vredesberaad[9]
- 21 september 2018, de Internationale Dag van de Vrede - de PAX Duif voor de 'Vredesheld', uitgereikt door PAX[10] In 2020 en 2021 was Sinan Can juryvoorzitter van de PAX Duif.[11]
- 7 juli 2019 - Dr. J.P. van Praag-prijs van het Humanistisch Verbond. Door toekenning van deze prijs werd Can curator van het 'Mag Het Licht aan Festival', 7 juli 2019 in Muziekgebouw aan het IJ.
- 10 mei 2021 - De Tegel voor Bloedmineralen, de talkroute.
- 23 mei 2022 - De Tegel voor Retour Kalifaat
- 29 september 2023 - Leon Weckeprijs 2023
- 6 mei 2024 - De Tegel voor Inside kalifaat

## Trivia
- In 2019 was Can te zien als kandidaat in het AVROTROS-televisieprogramma Wie is de Mol?. Can verliet als zevende het spel, in de laatste aflevering voor de finale.
- Can was in maart 2021 te zien als kandidaat in het RTL 4-televisieprogramma De Verraders. Can verliet als zesde het spel.
- Voor het in 2024 uitgezonden seizoen van Kloostergasten leefde Can enkele dagen samen met kloosterlingen.

- Library of Congress Control Number: nb2003010793
- Nederlandse Thesaurus van Auteursnamen: 317191772
- Virtual International Authority File: 287124566
- WorldCat: E39PBJy8vT3MVBqq43rmbdGT73